# Jed Harris

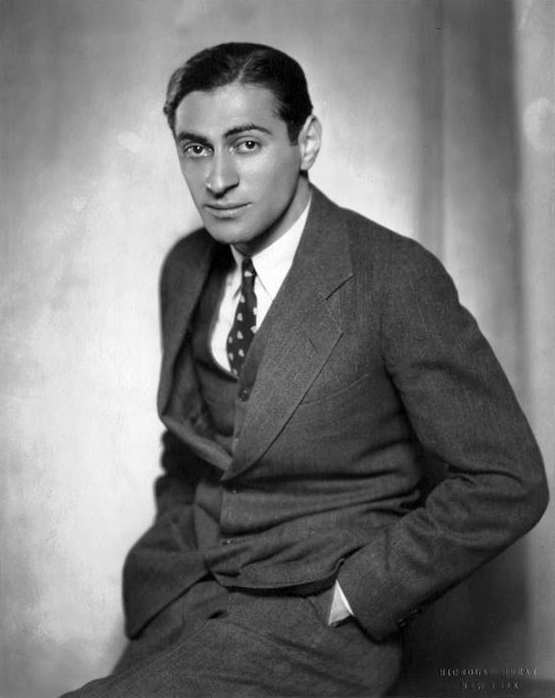
Jed Harris

Jed Harris, eigentlicher Name Jakob Hirsch-Horowitz (* 25. Februar 1900 in Lemberg; † 15. November 1979 in New York) war ein berühmter US-amerikanischer Broadway-Produzent und Drehbuchautor.

## Biographie
Jed Harris wurde als Sohn jüdischer Eltern in Lemberg geboren. Nach dem Ersten Weltkrieg fiel Lemberg nach teilweise heftigen Kämpfen zwischen Polen und Ukrainern wieder an Polen zurück. Die Stadt wurde im November 1918 von polnischen Truppen besetzt. Seine Eltern wurden bei einem Pogrom, das vom 22. bis zum 24. November 1918 andauerte, getötet. Im Jahre 1920 kam er in die Vereinigten Staaten und änderte seinen Namen von Jakob Hirsch-Horowitz in Jed Harris. Innerhalb von achtzehn Monaten produzierte er von 1927 bis 1928 vier Broadway Erfolge hintereinander. Jed Harris war insgesamt drei Mal verheiratet: Von 1925 bis 1929 mit Anita Green, von 1939 bis 1941 mit Louise Platt und im Jahr 1951 mit Beatrice Allen. Mit der Modedesignerin Pauline Fairfax-Potter und der Schauspielerin Ruth Gordon hatte er eine längere Romanze. Sein einziges Kind, Jones (* 1929; † 2024), ging aus der Verbindung mit Ruth Gordon hervor.

## Karriere

### Theater
Zwischen 1925 und 1956 produzierte Jed Harris einunddreißig Broadway-Shows und führte bei einigen sogar Regie. Seine Produktionen brachten sieben Trophäen ein, darunter ein Tony Award und den Pulitzer-Preis für Thornton Wilder. Harris war bekannt für seine Härte, in vielen Satiren wurde sein Charakter bildlich dargestellt. Er produzierte Broadway-Erfolge wie Broadway (1926), Coquette (1927), The Royal Family (1927), The Front Page (1928), Uncle Vanya (1930), The Green Bay Tree (1933) und die Urproduktion von Thornton Wilders Our Town (1938). In der Nachkriegszeit führte er die Regie bei den Bühnenerfolgen The Heiress (1947, zwei Jahre später durch William Wyler verfilmt) und Hexenjagd (1953) von Arthur Miller.
Unter Jed Harris Produktion oder Regie spielten viele berühmte Schauspieler sowie Entdeckungen, deren Karrieren er teilweise voranbrachte. Darunter waren etwa Laurence Olivier, Lillian Gish, Basil Rathbone, Leo G. Carroll, Elaine Stritch, Ruth Gordon, Walter Huston, Osgood Perkins und Katharine Hepburn. Im Jahr 1949 entdeckte er die erst fünfzehnjährige Darlene Conley (1934–2007).

### Film und Fernsehen
Während viele seiner Theatererfolge auf Zelluloid gebannt wurden, zögerte Jed Harris, sich am Filmgeschäft zu beteiligen. Sein erster Ausflug in die Branche war mit dem Film Broadway aus dem Jahre 1929, eine Verfilmung seiner Broadway-Produktion. Anfang der 1950er Jahre führte er Regie in der TV-Serie The Billy Rose Show mit Billy Rose in der Hauptrolle. Für die Kinofilme Begegnung in Tunis (Originaltitel: The Light Touch, 1952) mit George Sanders und Das unsichtbare Netz (Originaltitel: Night People, 1954) mit Gregory Peck entwickelte Rose in Zusammenarbeit mit Tom Reed die Filmhandlungen.
1956 produzierte er seinen Film: Morgen trifft es dich, ein von Rod Serling verfasstes Drama über das Innenleben eines amerikanischen Großkonzerns. Sein zweiter und letzter produzierter Film war Selten so gelacht (Originaltitel: Operation Mad Ball, 1957) mit Jack Lemmon, Dick York und Mickey Rooney.
Jed Harris war im Alter öfters Gast in der Talkshow von Dick Cavett auf dem Sender PBS.

## Auszeichnungen für Jed Harris
| Jahr | Ergebnis  | Award     | Kategorie                                                                    |
| ---- | --------- | --------- | ---------------------------------------------------------------------------- |
| 1955 | nominiert | Oscar     | Beste Originalgeschichte «Das unsichtbare Netz» (1954) zusammen mit Tom Reed |
| 1958 | nominiert | WGA Award | Bestes Drehbuch für Comedy: «Selten so gelacht» (1957)                       |